# Tokyo Masters
Tokyo Masters — пригласительный снукерный турнир, проходивший только один раз — в сезоне 1987/88 годов в Японии.
Турнир был частью Мировой Серии снукера под руководством Бэрри Хирна. За каждое выступление на подобных соревнованиях игроки награждались кроме призовых денег рейтинговыми очками.
В Tokyo Masters, ставшим первым профессиональным турниром в Японии, участвовали главным образом игроки из Matchroom League, хотя другие снукеристы мэйн-тура также сыграли в турнире.

## Победители
| Сезон   | Победитель    | Финалист       | Счёт | Приз победителю | Спонсор            |
| ------- | ------------- | -------------- | ---- | --------------- | ------------------ |
| 1987/88 | Деннис Тейлор | Терри Гриффитс | 6:3  | £ 30 000        | British Caledonian |